# Odontochelys
Odontochelys semitestacea  – najstarszy znany obecnie nauce przedstawiciel żółwi, żyjący przed ok. 220 mln lat. Jest pierwszym odnalezionym żółwiem z niekompletnym pancerzem.
OpisW 2008 r., w południowo-zachodnich Chinach, odkopano skamielinę żółwia, która przed około 220 milionami lat spoczęła w morskim osadzie. Te odnalezione, liczące ok. 40 cm długości i dobrze zachowane szczątki należały do gatunku Odontochelys semitestacea. Nazwa wzięła się stąd, że znaleziony osobnik miał zęby, których współczesne żółwie nie mają, a co najistotniejsze, był tylko częściowo opancerzony. Odontochelys semitestacea jest pierwszym znanym nauce osobnikiem pokrytym pancerzem tylko w części. Niekompletny był grzbietowy fragment jego pancerza, karapaks. Odontochelys semitestacea miał za to w pełni rozwinięty plastron, stanowiący dolną brzuszną część pancerza. Potwierdza to, że plastron uformował się w pierwszej kolejności. Te dwie cechy, zdaniem naukowców, dowodzą, że zwierzę żyło w wodzie, a plastron pełnił funkcję tarczy obronnej przed atakami drapieżników od spodu. Badanie szczątków pozwoliło również ustalić, że ciało zwierzęcia nie było pokryte pancerzami kostnymi utworzonymi z płytek, wytworów skóry, na podobieństwo warstw ochronnych występujących dawniej u dinozaurów, a dzisiaj u krokodyli. Odkryty Odontochelys potwierdza tezę, że grzbietowa część pancerza powstała w wyniku przekształcenia żeber i kręgosłupa, a nie ze skóry. Znalezione szczątki wydłużają historię istnienia żółwia na Ziemi o dalszych kilkanaście milionów lat.
RozmiaryDługość znalezionego osobnika, od dziobu do ogona - 40 cm
Biotopśrodowisko wodne.
Miejsce znalezieniaChiny: prowincja Kuejczou, skamieniałe morskie osady.